# Khirbet Hazur
Khirbet Hazur (tiếng Ả Rập: خربة حزور, còn được gọi là Hazzur hoặc Khirbat-Hazzour) là một ngôi làng Syria nằm ở phó huyện Ayn Halaqim ở huyện Masyaf, nằm ở phía tây nam của Hama. Theo Cục Thống kê Trung ương Syria (CBS), Khirbet Hazur có dân số 479 trong cuộc điều tra dân số năm 2004.